# BLUE・MOON・BLUE -月明かりの赤い花-
『BLUE・MOON・BLUE』-月明かりの赤い花-（ブルー ムーン ブルー つきあかりのあかいはな）は宝塚歌劇団の舞台作品。月組公演。形式名は「ショー・イリュージョン」。宝塚・東京は24場、博多座は23場。
作・演出は齋藤吉正。併演作品は『LUNA-月の伝言-』。

## 解説
※『宝塚歌劇100年史（舞台編）』の宝塚大劇場公演参考。
砂漠にたたずむ一人のゲリラ戦士がいた。瀕死の彼が月明かりの赤い花に導かれて巡る幻覚。伝説の鳥・ガルーダと蛇のナーガが一人の女性を巡って戦ったというインド神話等を織り交ぜながら、中東からアジアにわたる神話や風俗が、レビュー・シーンとして展開される。スピーディーでドラマティックなショー・ミュージカル。
オリジナルテーマ曲をTHE ALFEEの高見沢俊彦が公演のために書き下ろした。齋藤吉正の宝塚大劇場における演出家デビュー作品。

## 公演期間と公演場所
- 2000年2月19日 - 4月3日　宝塚大劇場[1]
- 2000年5月12日 - 6月26日　TAKARAZUKA1000days劇場[2]（東京）
- 2000年8月1日 - 8月21日　博多座[3]（福岡）

## スタッフ
※氏名の後ろに「宝塚」、「東京」、「博多座」の文字がなければ全劇場共通。
- 作曲[1]・編曲[1]：高橋城/吉田優子/鞍富真一
- 音楽：高見沢俊彦[1]
- 音楽指揮：大谷木靖[1]
- 振付[1]：羽山紀代美/小井戸秀宅/御織ゆみ乃/川崎悦子
- 装置：大橋泰弘[1]
- 衣装：有村淳[1]
- 照明：勝柴次朗[1]
- 音響：加門清邦[1]
- 小道具：伊集院撤也[1]
- 効果：扇野信夫[1]
- 演出助手[1]：大野拓史/小柳奈穂子
- 音楽助手：木川田新[1]
- 振付助手[1]：若央りさ/西田伊公子
- 装置補：新宮有紀[1]
- 小道具補：石橋清利[1]
- 舞台進行：赤坂英雄[1]
- 舞台監督[2]：藤村信一（東京）/木村信也（東京）/香取克英（東京）/宮脇学（東京）
- 舞台美術製作：株式会社宝塚舞台[1]
- 演奏：宝塚歌劇オーケストラ（宝塚[1]・博多座）
- 録音演奏：宝塚歌劇オーケストラ（東京）[2]
- 制作：小野真哉[1]
- 協力：たかの友梨ビューティクリニック[1]

## 休演者

### ベルリン公演出演のため、東京公演休演者
- 紫吹淳[2]
- 霧矢大夢[2]
- 西條三恵[2]
- 楠恵華[2]
- 湖泉きらら[2]
- 北翔海莉[2]
- 白羽ゆり[2]
- 美鳳あや[2]

### 博多座公演休演者
- 紫吹淳[3]

## 主な配役
宝塚
- レイナ、ブラックオパール、フェニックス - 真琴つばさ[1]
- 赤い花 - 檀れい[1]
- ナーガ、グナS、ブルーサファイア、赤い風 - 紫吹淳[1]
- ブラフマー、ハカン、フィナーレのスター - 初風緑[1]
- ヴィシュヌ、ライバル、風神、フィナーレの紳士A - 汐美真帆[1]
- ハヌマーン、ライバル、風神、フィナーレの紳士B - 大空祐飛[1]
- ガネーシャ、ライバル、風神、ナーガ分身、フィナーレの紳士B - 霧矢大夢[1]
- シヴァ、ライバル、戦士、フィナーレのスター - 大和悠河[1]
- ザキ、パールヴァティー、フィナーレの美女 - 千紘れいか[1]

東京の変更点
- ナーガ、ブルーサファイア、赤い光 - 初風緑[2]
- ブラフマー - 越乃リュウ[2]
- ガネーシャ - 鳴海じゅん[2]
- ハカン、フィナーレのスター - 汐美真帆[2]
- ザキ - 叶千佳[2]
- パールヴァティー - 花瀬みずか[2]
- フィナーレの紳士A - 大空祐飛[2]
- フィナーレのスター - 大和悠河[2]

博多座の変更点
- ナーガ、グナS、ブルーサファイア、赤い光 - 初風緑[4]
- シヴァ、ライバル、戦士、フィナーレの紳士A、フィナーレのスター - 大空祐飛[4]
- ハカン、フィナーレのスター - 汐美真帆[4]
- ハヌマーン、ライバル、風神 - 越乃リュウ[4]
- プラフマー、風神、フィナーレの紳士B - 紫城るい[4]
- アネンタ、ウサギ、ガルーダイミテーョン、トパーズ、エトワール - 西條三恵[4]/叶千佳[4]
- ライバル、風神、フィナーレの紳士B - 北翔海莉[4]